# Santuario di San Pancrazio (Pianezza)
Il santuario di San Pancrazio è un santuario consacrato a San Pancrazio che si trova a Pianezza, nella città metropolitana di Torino.

## Storia
La tradizione popolare narra che, il 12 maggio 1450, un contadino di nome Andrea Casella, mentre stava falciando il prato, inavvertitamente troncò di netto la gamba alla moglie, mentre questa stava giungendo sul posto per rifocillarlo. Durante quei minuti di disperazione, i due ebbero la mistica apparizione di un ragazzo, che li rassicurò sulla guarigione della gamba recisa, qualora avessero fatto voto al santo del giorno (Pancrazio), impegnandosi a erigere un pilone votivo. Fatto il voto, l'arto della moglie si riattaccò miracolosamente. Tuttavia, forse per pigrizia, il pilone votivo non fu costruito, e il voto non fu quindi mantenuto.
Esattamente dopo un anno, nello stesso giorno, alla stessa ora, la gamba della moglie si ristaccò di netto. Disperato, Andrea Casella chiese aiuto al parroco; rifece dunque il voto, e questa volta lo onorò. Ancora una volta l'arto della moglie si cicongiunse e la donna si salvò. Il contadino costruì immediatamente il pilone votivo e, successivamente, fu eretta anche una cappella, come meta di pellegrinaggio. Crescente fu, infatti, la fama taumaturgica del luogo, in particolare il primo evento prodigioso degno di nota avvenne il 12 maggio 1562, con la guarigione di un indemoniato, tale Michele di Arvio.

### Il primo santuario (XVII-XIX secolo)
Nel 1640, il marchese di Pianezza, Carlo Emanuele Giacinto di Simiana, fedele a Madama Cristina, a sua volta vicina all'Ordine degli agostiniani scalzi di san Carlo, volle donare a quest'ultimi un convento; con la promessa di mantenere almeno dodici monaci al suo interno, ottenne il permesso dall'allora arcivescovo di Torino Giulio Barbera, appena succeduto a Antonio Provana, figlio del conte Giovanni Provana di Collegno.
La prima chiesa fu costruita nel periodo 1647-1657, con disegni barocchi probabilmente di Francesco Lanfranchi, mentre il resto del convento fu ultimato soltanto a metà del XVIII secolo. Nell'agosto 1657, il marchese riuscì anche d ottenere dal cardinale vicario di Roma una reliquia del santo, più precisamente una parte dell'osso dell'avambraccio, che fu posta sotto l'altare principale.
Nel 1771, fu eseguito un imponente restauro dell'intera struttura conventuale; fu in questo periodo che gli agostiniani istituirono la Confraternita della Madonna della Cintura, culto molto caro all'ordine stesso. Ancor oggi, la ricorrenza viene celebrata il 9 settembre, il giorno successivo alla Natività di Maria.
La soppressione napoleonica degli ordini e la relativa confisca dei beni ecclesiastici, costrinsero l'abbandono degli Agostiniani dal convento nel 1801. La struttura fu affidata a dei privati, secondo la Legge Siccardi, tuttavia fu proprio in questo periodo che venne introdotta dai sacerdoti, provenienti da Torino, la tradizionale messa delle tre di notte di ogni 12 maggio, come ricorrenza del miracolo originale del 1450.
Nel 1886, l'arcidiocesi di Torino riottenne in toto il complesso religioso, che affidò alla Congregazione dei Passionisti, tuttora custodi. Questi riuscirono a far costruire anche un alto campanile, in prossimità della Cappella dell'Apparizione, che, tuttavia, fu abbattuto nel nuovo rifacimento del 1937.

### Il santuario odierno

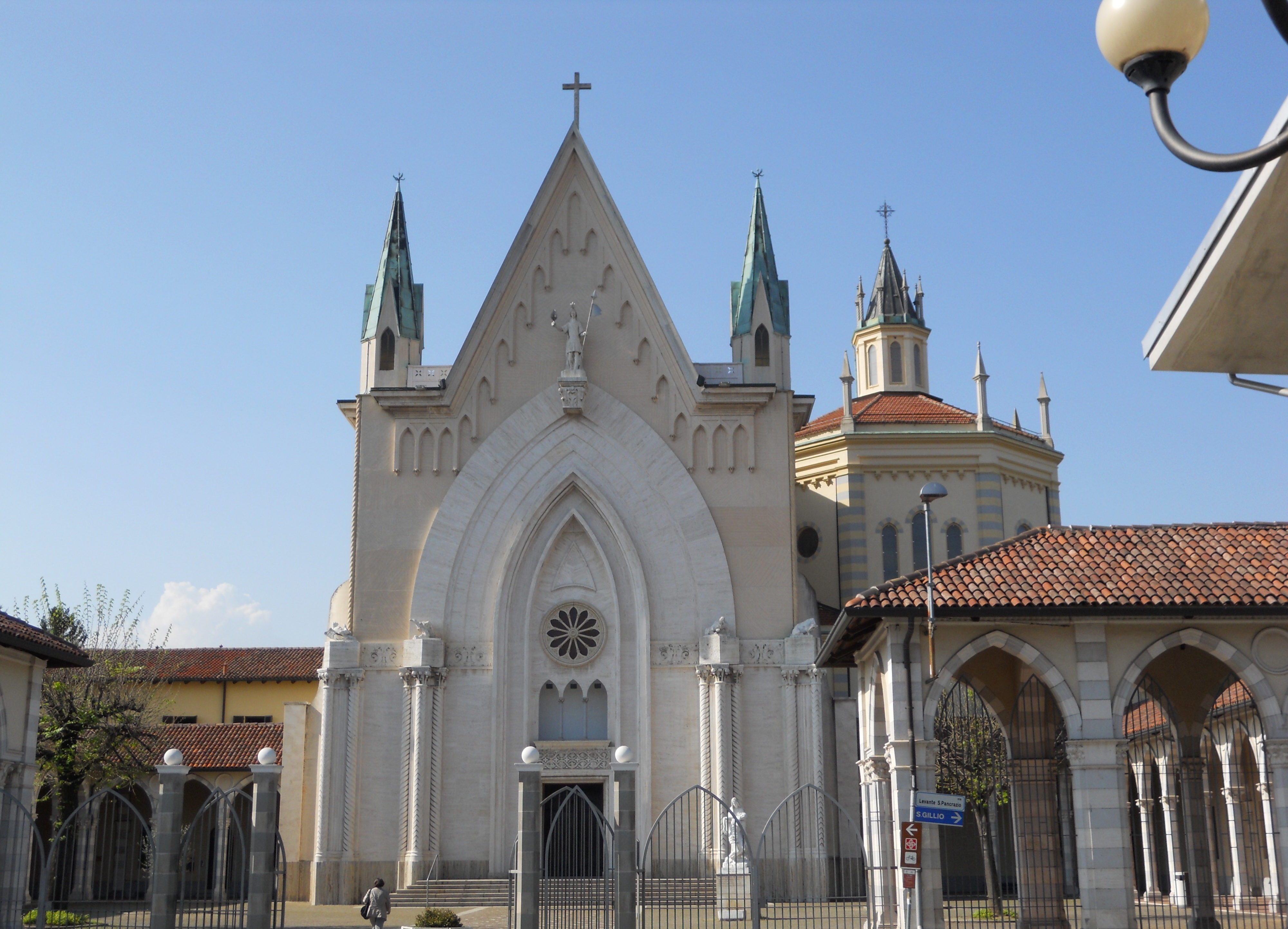
La facciata del santuario

Terminata la prima guerra mondiale, iniziò il rifacimento di tutto il complesso. Nel 1920-1924, fu chiamato il noto architetto genovese Lorenzo Basso a dirigere i progetti del porticato antistante, costituito da 44 arcate neogotiche. Lo stesso architetto, nel 1937, ridisegnò l'intera cappella dell'Apparizione, che si trova nella parte nord-orientale del complesso, completamente rifatta con una cupola e una lanterna ottagonali, accessibile da un cancello finemente lavorato, sulla navata destra. Al suo interno, si trova la sala dedicata al Santo, dalla quale si accede a sua volta alla cripta sotterranea, attraverso due corridoi ricchi di numerosi ex-voto.

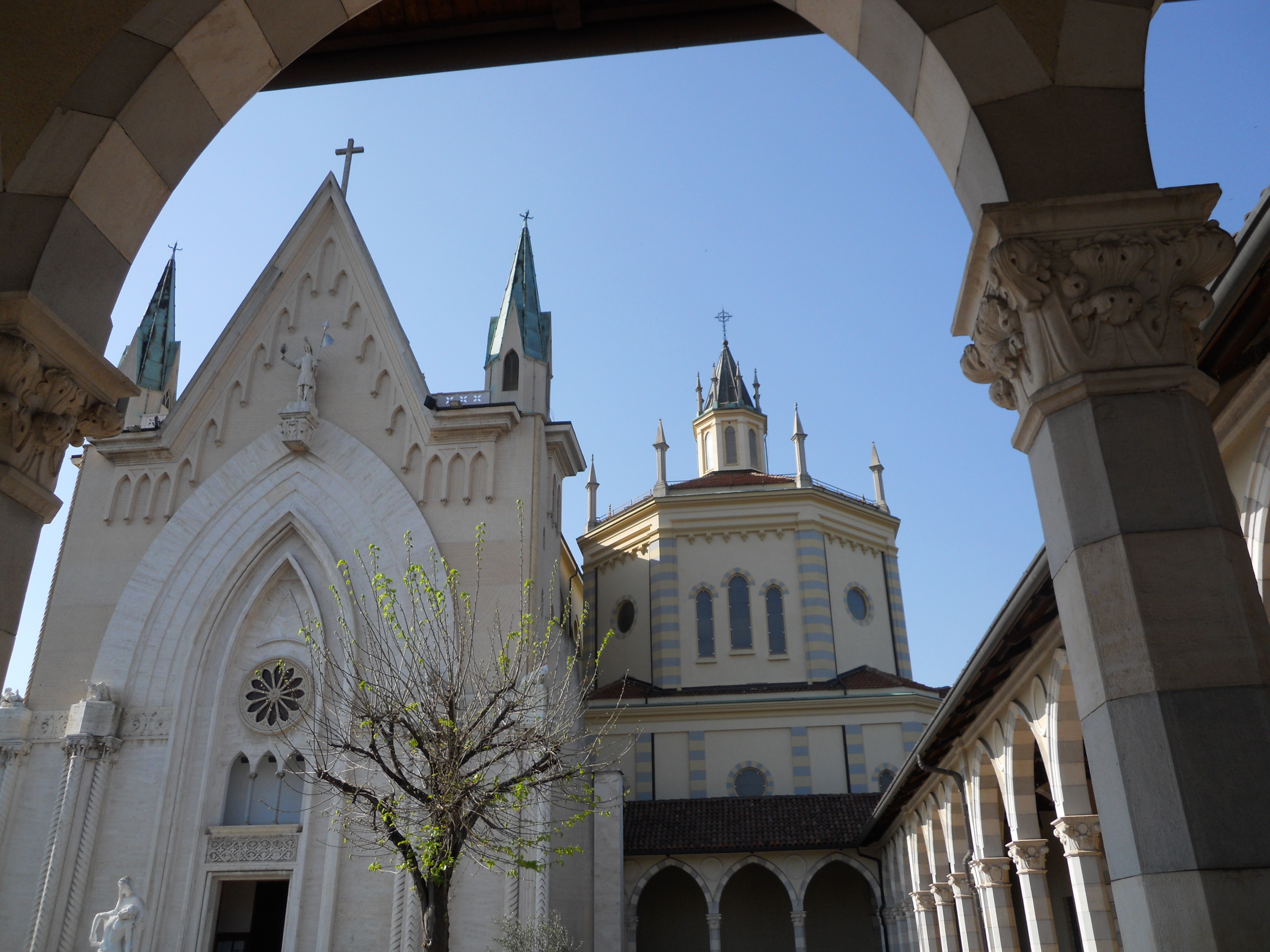
Il santuario visto dal cortile interno

Nel 1949 furono abbattuti i resti dell'antica chiesa nord-occidentale barocca, ormai fatiscente, per creare l'odierno edificio, sempre in stile neogotico, di tipo toscaneggiante, su progetto di Amedeo Bono. La facciata si presenta in pietra liscia lavorata, con rosone centrale a dodici petali, una statua del santo che troneggia in alto, e quattro statue teriomorfe simili a garguglie, che ricordano la Sacra quadriga degli evangelisti (uomo, aquila, leone, bue). I lavori di questa parte iniziarono nel 1956, ma terminarono soltanto nel 1995, con lo sbiancamento totale delle pareti.